# Ballensammelwagen

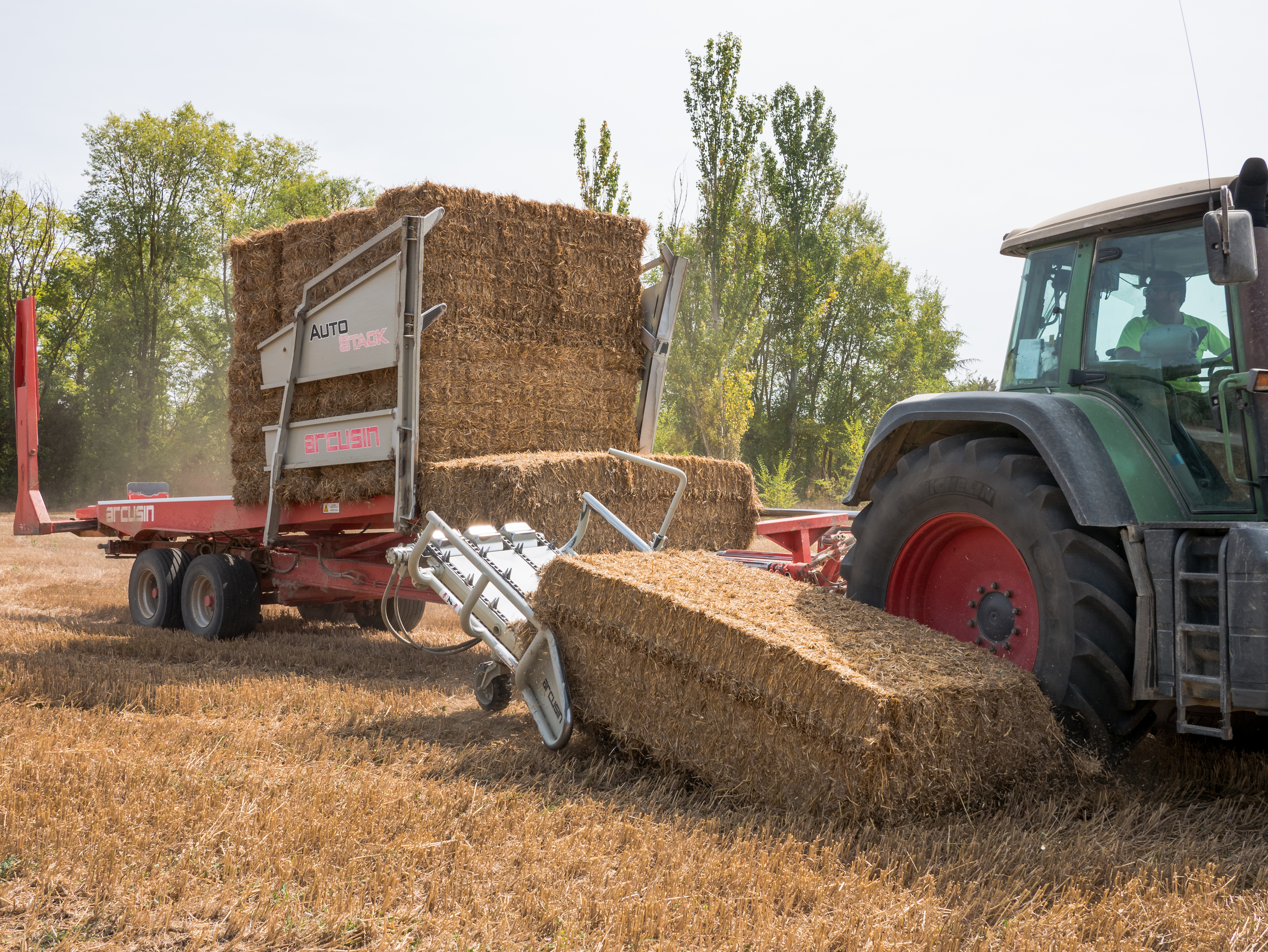
Sammelwagen für Großballen (auch Großpacken genannt)

Ein Ballensammelwagen (oder auch Ballenladewagen) dient der Bergung, dem Transport und dem Abladen von Heu- und Strohballen, die zuvor auf dem Feld abgelegt wurden (geteiltes Verfahren). Meist als einachsiger Wagen konstruiert, wurde die gesamte Technik über die Schlepperzapfwelle betrieben. Die Technik der Ballenladewagen wurde ab Ende der 1960er Jahre zur Rationalisierung der sog. „Ballenlinie“ für Hochdruck-Kleinballen mit den Abmessungen von 40 × 50 cm im Querschnitt und einer Länge von max. 150 cm entwickelt.

## Ballenautomat

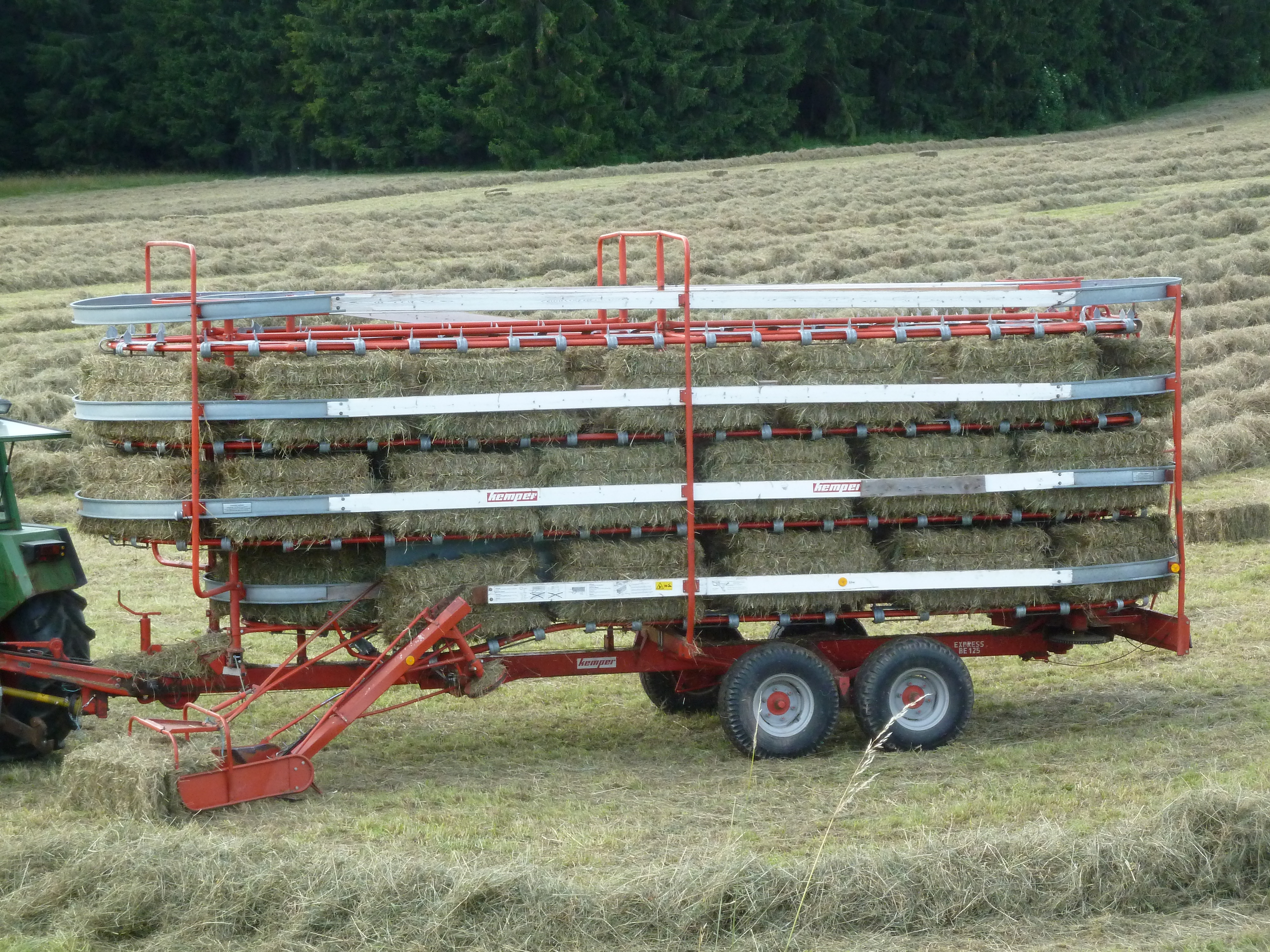
Ballenautomat BA 125 vom Hersteller Kemper

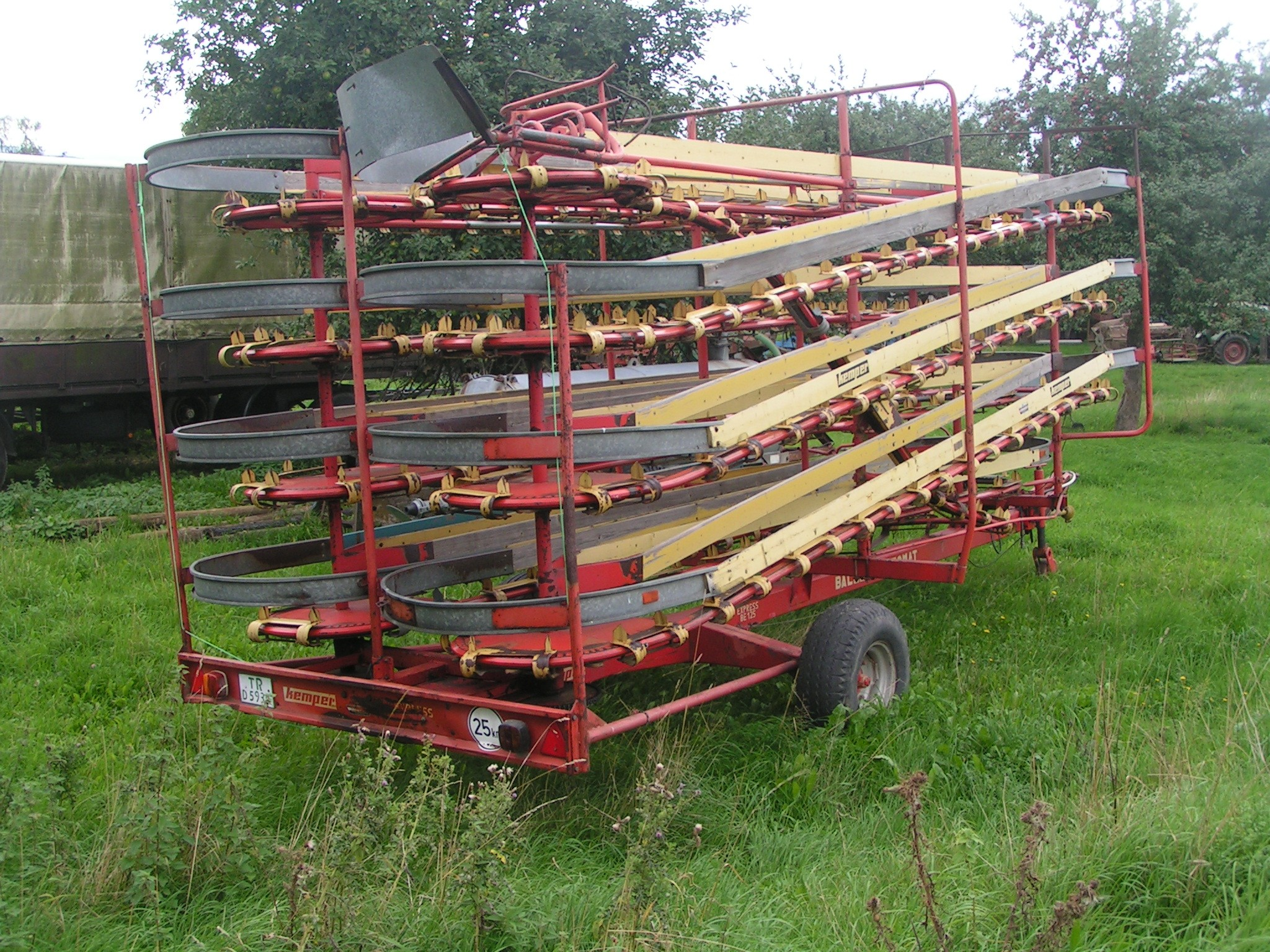
Leerer Kemper-Ballensammler

In den 1970er und 1980er Jahren wurde vom münsterländischen Hersteller Kemper in Stadtlohn der Ballenautomat (auch Ballenkarusell genannt) hergestellt. Erstmals präsentiert wurde dieses als "System Kemper" patentierte Verfahren auf der DLG-Landtechnik-Ausstellung in Hannover 1972. Es gab zwei Ausführungen: den BA 95 für bis zu 95 Hochdruckballen und den BA 125 für bis zu 125 Ballen. Dieser Ladewagen wurde baugleich von der bayrischen Firma Fella als Lizenzfertigung angeboten. Der Unterschied zwischen Kemper und Fella bestand lediglich in der Farbgebung und im Schriftzug.
Die Ballen werden von der Aufnahmevorrichtung an eine Endloskette mit Mitnehmern übergeben. Der Endlosförderer füllt den gesamten Aufbau aus. Beim Beladen rückt der Endlosförderer jeweils um eine Ballenlänge vor. Von der vorne links unten angeordneten Aufnahme werden die Ballen wie in einem Karusell entlang der Förderbahn nach oben befördert. Wenn der erste Ballen ganz oben hinten angekommen ist, zeigt eine Signalvorrichtung an, dass der Wagen gefüllt ist.
Beim Abladen läuft der Endlosförderer kontinuierlich mit regelbarer Geschwindigkeit und die Ballen werden von oben rechts hinten über eine Abladeschure abgeladen. Die Abladezeit ist mit 3 bis 15 Minuten angegeben. Es können damit sämtliche auf dem Hof vorhandenen Ballenfördersysteme und Förderbänder beschickt werden. Die Technik ließ sich auch vom Schleppersitz aus bedienen, was den Ladewagen für den Einmann-Betrieb qualifizierte.

## Andere Ausführungen
Die meisten anderen Geräte bestehen aus einem Fahrwerk mit Kratzboden sowie einer Gabel zum Aufnehmen der Ballen. Diese Gabel befindet sich während der Aufnahme seitlich des Fahrwerks, nimmt den Ballen auf und hebt ihn auf das Fahrwerk. Je nach Ausstattung können mehrere Ballen übereinander gestapelt werden. Per Kratzboden werden die Ballen nach hinten befördert. Moderne Geräte kippen den Boden nach hinten, sodass eine Miete am Feldrand aufgestellt werden kann.

## Verfahren
Die Ladekapazität ist im Vergleich zu reinen Pritschenanhängern begrenzt, so dass sich das Verfahren nicht für Langstreckentransporte eignet. Mit Ballensammlern ist es mit nur einem Traktor möglich, Flächen in kurzer Zeit zu räumen und provisorische Mieten am Feldrand zu erstellen.
Beim Kemper-Ballenautomat hingegen ist es nicht sinnvoll, am Feldrand abzuladen, da damit direkt ohne Handarbeit die auf dem Hof vorhandenen Ballenfördersysteme beschickt werden können.